# Karin Donckers
Karin Donckers (Minderhout, 28 mei 1971) is een Belgische eventingruitster. Ze nam zeven keer deel aan de Olympische Spelen.

## Carrière
Nadat ze reeds jong gestart was met de paardensport, kwam haar doorbraak er in 1992. Ze nam deel aan de Olympische Spelen in Barcelona (Spanje) en haalde er individueel en in team respectievelijk de achtste en de vierde plaats.
In de voorbereiding naar de Olympische Spelen van Sydney brak brand uit in de stallen en drie losgeslagen paarden vonden de dood op de aangrenzende autostrade, waaronder een paard dat geselecteerd was voor Sydney. Donckers nam toch deel aan de Spelen. Tijdens de steeple viel zij van haar paard en brak een ruggenwervel.
Bij de volgende Olympische Spelen van 2004 in Athene en Olympische Spelen van 2008 in Peking behaalde ze de finale met respectievelijk een zestiende en een negende plaats.
Op de wereldkampioenschappen van 2010 in Lexington (Kentucky) in de Verenigde Staten haalde ze een vierde plaats, waardoor ze zich meteen kwalificeerde voor de Olympische Zomerspelen 2012 in Londen.
Karin Donckers is een van de beste vrouwelijke ruiters wereldwijd. In 2005 stond ze als beste vrouw vijfde en in 2007 tweede op de Wereldranglijst Eventing. In België staat ze aan de top: tussen 1998 en 2010 werd ze zesmaal Belgisch kampioen.
Ze behaalde als enige trainer in Vlaanderen het trainerdiploma voor de drie disciplines van de paardensport (dressuur, jumping en eventing).

## Palmares

### 2023
- 8e en 18e Wereldbekerfinale in Montelibretti (Italië) (met Fletcha van 't Verahof en Ceres de la Brasserie)
- 4e Wereldbekerfinale in Millstreet (Ierland) (met Fletcha van 't Verahof)
- 8e Wereldbekerfinale in Strzegom (Polen) (met Leipheimer van 't Verahof)
- 6e en 38e Wereldbekerfinale in Arville (België) (met Leipheimer van 't Verahof en Namira)
- 15e Wereldbekerfinale in Boekelo (Nederland) (met Leipheimer van 't Verahof)

### 2022
- 47e Wereldbekerfinale in Le Pin au Haras (Frankrijk) (met Fletcha van 't Verahof)
- 6e Wereldbekerfinale in Arville (België) (met Leipheimer van 't Verahof)
- 26e Wereldkampioenschap in Pratoni del Vivaro (Italië) (met Fletcha van 't Verahof)

### 2021
- 6e Wereldbekerfinale in Arville (België) (met Leipheimer van 't Verahof)
- 19e Europees Kampioenschap in Avenches (Zwitserland) (met Leipheimer van 't Verahof)
- 23e en 43e WK jonge paarden in Le Lion d'Anger (Frankrijk) (met Pinokkio en Olympic de Muze)

### 2019
- 6e Wereldbekerfinale in Houghton Hall (Engeland) (met Fletcha van 't Verahof)
- 27e Europees Kampioenschap in Luhmühlen (Duitsland) (met Fletcha van 't Verahof)
- 25e Wereldbekerfinale in Waregem (Belgie) (met Leipheimer van 't Verahof)
- 25e WK jonge paarden in Le Lion d'Anger (Frankrijk) (met Nerium)

### 2018
- 17e Wereldkampioenschap in Tryon NC (USA) (met Fletcha van 't Verahof)
- 4e WK jonge paarden in Le Lion d'Anger (Frankrijk) (met Leipheimer van 't Verahof)

### 2017
- 9e Wereldbekerfinale in Strzegom (Polen) (met Jalapeno)
- 17e Europees Kampioenschap Strzegom (Polen) (met Fletcha van 't Verahof)

### 2016
- 12e Wereldbekerfinale in Strzegom (Polen) (met Grandioz)

### 2015
- 1e Wereldbekerfinale in Strzegom (Polen) (met Fletcha van 't Verahof)
- 31e Wereldbekerfinale in Aken (Duitsland) (met Fletcha van 't Verahof)
- 10e en 11e WK jonge paarden in Le Lion d'Anger (Frankrijk) (met Jalapeno en Lamicell Iris)

### 2014
- 5e Wereldkampioenschap in Caen (Frankrijk) (met Fletcha van 't Verahof)
- 5e Wereldbekerfinale in Aken (Duitsland) (met Fletcha van 't Verahof)
- 31e Wereldbekerfinale in Waregem (België) (met Lady Brown)

### 2013
- 15e Wereldbekerfinale in Aken (Duitsland) (met Fletcha van 't Verahof)
- 2e Wereldbekerfinale in Waregem (België) (met Fletcha van 't Verahof)
- 9e, 23e en 29e WK jonge paarden in Le Lion d'Anger (Frankrijk) (met Hamilton, Grandioz en Lady Brown)

### 2012
- 15e Olympische Spelen in Londen, Groot-Brittannië, individueel (met Gazelle de La Brasserie)
- 10e Olympische Spelen in Londen, in team (met Gazelle de La Brasserie)

### 2010
- 4e Wereldkampioenschap in Kentucky (Verenigde Staten) (met Gazelle de La Brasserie)
- 1e Belgisch kampioenschap in Tongeren (met Lamicell Charizard)

### 2009
- 10e Wereldbekerfinale	in Strzegom (Polen) (met Gazelle de La Brasserie)
- 6e Europees Kampioenschap in Fontainebleau (Frankrijk) (met Gazelle de La Brasserie)
- 1e Belgisch kampioenschap in Waregem (met Lamicell Charizard)

### 2008
- 9e Olympische Spelen in Hongkong, China (met Gazelle de La Brasserie)
- 1e Belgisch kampioenschap in Waregem (met Lamicell Charizard)

### 2006
- 13e Wereldkampioenschap in Aken (Duitsland) (met Gazelle de La Brasserie)

### 2005
- 1e Wereldbekerwedstrijd in Pau (Frankrijk) (met Gazelle de La Brasserie)
- 3e Wereldbekerwedstrijd in Pau (Frankrijk) (met Qingling)
- 4e Europees Kampioenschap in Blenheim Palace, Woodstock (Engeland) (met Gormley)

### 2004
- 3e Wereldbekerfinale in Pau (Frankrijk)	(met Gormley)
- 16e Olympische Spelen in Athene (Griekenland) (met Gormley)
- 7e Olympische Spelen in Athene (Landenteams)
- 3e Europees Kampioenschap Landenteams	in Punchestown (Ierland)
- 1e Belgisch Kampioenschap in Waregem (met Gazelle de La Brasserie)

### 2003
- 2e WK Jonge Paarden in Le Lion d'Anger (Frankrijk) (met Lamicell Idem Du Roc)
- 6e Europees Kampioenschap in Punchestown (Ierland) (met Gormley)
- 1e Belgisch Kampioenschap in Waregem (met Paxific)

### 2002
- 3e WK Jonge Paarden in Le Lion d'Anger (Frankrijk) (met Lamicell Idem Du Roc)

### 2001
- 1e Belgisch Kampioenschap in Waregem

### 2000
- 1e Wedstrijd Landenteams in Punchestown (Ierland) (met Gormley)

### 1998
- 1e Belgisch Kampioenschap in Waregem

### 1992
- 8e  Olympische Spelen in Barcelona (Spanje)
- 4e  Olympische Spelen in Barcelona (Spanje) (Landenteams)